# 2009 год в России
Год молодёжи.

## Январь
- 1 января
  - в 10:00 по московскому времени Газпром прекратил поставки газа на Украину в полном объёме[1][2]. (Подробнее см. Газовый конфликт между Россией и Украиной 2008—2009 года)
  - Единый государственный экзамен стал обязательным во всей России.[3]
- 9 января — вертолёт Ми-8 потерпел крушение на Алтае. Семеро находившихся на его борту человек погибли (в их числе полпред президента РФ в Госдуме Александр Косопкин). Четверым удалось выжить.[4]
- 19 января
  - разрешён газовый конфликт между Россией и Украиной.
  - в Москве убили адвоката Станислава Маркелова и журналистку Анастасию Бабурову.
- 25—27 января — внеочередной Архиерейский Собор Русской православной церкви. Поместный Собор Русской православной церкви избрал нового Патриарха Московского и всея Руси. Им стал Кирилл.
- 28 января — Басманный суд г. Москвы санкционировал арест Евгения Чичваркина по обвинению в организации похищения человека и вымогательстве.

## Февраль

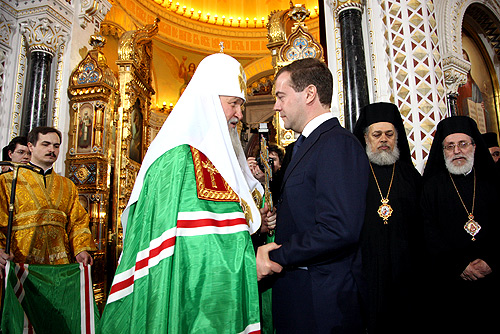
Интронизация патриарха Кирилла (поздравление президента России Дмитрия Медведева)

- 1 февраля — Интронизация новоизбранного Патриарха Московского и всея Руси Кирилла.
- 3 февраля — Россия и Беларусь подписали соглашение о единой системе ПВО.[5]
- 4 февраля — В Кремле открылся внеочередной саммит ЕврАзЭС.[6]
- 11 февраля — Первое в истории столкновение искусственных спутников земли. Над севером Красноярского края столкнулись российский военный спутник Космос-2251 и американский аппарат системы «Iridium»
- 16 февраля — досрочно освобождён президентом Дмитрием Медведевым от должности губернатора Орловской области, Егор Строев.[7]
- 18 февраля — В Южно-Сахалинске (Сахалинская область) открыт первый в России завод по производству СПГ[8]

## Март
- 1 марта — Седьмой Единый день голосования: выборы законодательных органов 9 регионов: Кабардино-Балкарии, Карачаево-Черкесии, Татарстана, Хакасии, Архангельской, Брянской, Владимирской, Волгоградской областей, Ненецкого автономного округа, мэров ряда областных центров и других органов местного самоуправления.
- 17 марта — С космодрома Плесецк осуществлён пуск ракеты-носителя «Рокот» с научно-исследовательским спутником GOCE.[9]
- 18 марта — Подписано соглашение с Аргентиной, отменяющее визовый режим между двумя странами[10]
- 21 марта — В Дагестане завершена спецоперация по ликвидации боевиков. Убито не менее 21 человека[11][12]
- 26 марта — Произведён запуск российского пилотируемого корабля Союз ТМА-14 с туристом на борту.[13]
- 28 марта — в Дубае совершено покушение на Сулима Ямадаева. Злоумышленник трижды выстрелил Ямадаеву в спину.
- 30 марта — Внеочередной съезд союза кинематографистов переизбрал Никиту Михалкова председателем СК[14]

## Апрель
- 1 апреля — В Санкт-Петербурге взрывом повреждён памятник Ленину на площади перед Финляндским вокзалом.[15]
- 16 апреля — В Чечне отменён режим контртеррористической операции, действовавший с 1999 года.[16]
- 27 апреля
  - бывший менеджер компании «ЮКОС» Светлана Бахмина освобождена условно-досрочно из колонии.[17]
  - начальник Московского ОВД района Царицыно Денис Евсюков в нетрезвом виде убил 3 человека и ранил 7 человек, использовав оружие, находящееся в розыске.[18]
- 30 апреля — Россия, Абхазия и Южная Осетия подписали соглашения о совместных усилиях по охране государственной границы[19]

## Май
- 10 мая
  - в катастрофе вертолёта погиб губернатор Иркутской области Игорь Есиповский[20]
  - на западе Москвы произошёл взрыв на газопроводе. Высота открытого пламени составила около 100 метров[21]
- 15 мая — создана комиссия по борьбе с фальсификациями истории в ущерб интересам России
- 16 мая — в Москве в СК «Олимпийский» прошёл финал конкурса Евровидение 2009. Победу одержал исполнитель из Норвегии Александр Рыбак с песней «Fairytale»[22]
- 27 мая — с космодрома Байконур осуществлён запуск космического корабля «Союз ТМА-15», на борту которого члены двадцатой долговременной экспедиции на МКС. Экипаж станции с этой экспедиции увеличился с трёх до шести человек[23]

## Июнь
- 4 июня — Премьер-министр РФ Владимир Путин и губернатор Ленинградской области Валерий Сердюков прибыли в город Пикалёво, где несколько дней назад местные жители перекрыли федеральную трассу[24]
- 15 июня — в Екатеринбурге начались два международных саммита: заседание Совета глав государств — членов Шанхайской организации сотрудничества, а также встреча лидеров БРИК[25]
- 22 июня — совершено покушение на президента Ингушетии Юнус-бека Евкурова. Евкуров был тяжело ранен[26]
- 29 июня — приостановлена деятельность Черкизовского рынка[27]

## Июль
- 1 июля — вступил в силу закон, по которому казино и другие игорные учреждения должны располагаться только в специально отведённых игорных зонах[28]
- 4 июля — в Сунженском районе Ингушетии в результате обстрела милицейской автоколонны погибли  девять чеченских милиционеров[англ.][29]
- 6 июля — визит президента США Барака Обамы
- 30 июля — в Атлантическом океане пропал мальтийский сухогруз Arctic Sea[30]
- 31 июля — в Москве на Триумфальной площади состоялась первая акция в рамках «Стратегии-31»

## Август
- 16 августа — в Московской области в преддверии авиасалона МАКС-2009 в небе столкнулись два Су-27 из пилотажной группы «Русские витязи». Погиб командир «Витязей» заслуженный лётчик России Игорь Ткаченко. Обломки самолётов упали на территорию садового товарищества, в результате чего пять дачников получили ожоги, одна женщина впоследствии скончалась[31]
- 17 августа
  - террорист-смертник взорвал заминированную машину у здания ГУВД Назрани (Ингушетия). 25 человек погибло и 136 получили ранения[32]
  - произошла крупная авария на Саяно-Шушенской ГЭС, в результате которой погибло 75 человек. 11 человек получили ранения[33]
- 22 августа — глубоководный обитаемый аппарат «Мир-1» погрузился на Байкале на рекордную глубину 1640 метров[34]

## Сентябрь
- 12 сентября — на венецианском кинофестивале «Кубок Вольпи» за лучшую женскую роль достался российской актрисе Ксении Раппопорт за фильм «Двойной час».[35]
- 30 сентября — с космодрома Байконур к МКС стартовал космический корабль «Союз ТМА-16» с седьмым космическим туристом Ги Лалиберте на борту.

## Октябрь
- 8 октября — оглашён приговор по делу группировки «Чёрные ястребы». Шестеро членов группировки признаны виновными в хулиганстве на национальной почве. Дорогомиловский суд столицы приговорил их лишению свободы на сроки от четырёх до шести лет.
- 9 октября — в Москве скончался известный вор в законе Вячеслав Иваньков, также известный как Япончик.
- 11 октября — единый день голосования[36]
- 13 октября — первый визит Хиллари Клинтон в Россию в качестве Государственного секретаря США
- 17 октября — задержаны и доставлены в Москву глава МВД Бурятии генерал-майор милиции Виктор Сюсюра и его заместитель, и. о. начальника Управления по налоговым преступлениям подполковник милиции Андрей Шурупов. Они были арестованы по подозрению в причастности к контрабанде ширпотреба из Сирии, ОАЭ и Турции
- 27 октября — первые случаи смерти от свиного гриппа в России. 3 человека скончались в Чите, 1 — в Москве.[37]

## Ноябрь
- 27 ноября — произошёл взрыв в поезде «Невский экспресс». 28 человек погибли, более 132 ранены.

## Декабрь
- 5 декабря — пожар в клубе «Хромая лошадь» в Перми. 158 человек погибло[38].

## В спорте
- 11 мая — Сборная России выиграла чемпионат мира по хоккею на льду[39]
- 6 июня — российская теннисистка Светлана Кузнецова в финале Ролан Гаррос обыграла свою соотечественницу, первую ракетку мира Динару Сафину[40]
- 27 июня — в Петербурге финишировала крупнейшая в мире кругосветная регата Volvo Ocean Race 2008—2009[41]
- 28 августа — Российская спортсменка Елена Исинбаева установила новый мировой рекорд в прыжках с шестом, преодолев планку на отметке 5,06 метров[42]

## Умерли
- 8 ноября — Игорь Старыгин, советский и российский актёр театра и кино[43][44]

- 4 декабря — Вячеслав Тихонов, советский и российский актёр[45][46]